# 루드비크 바출리크

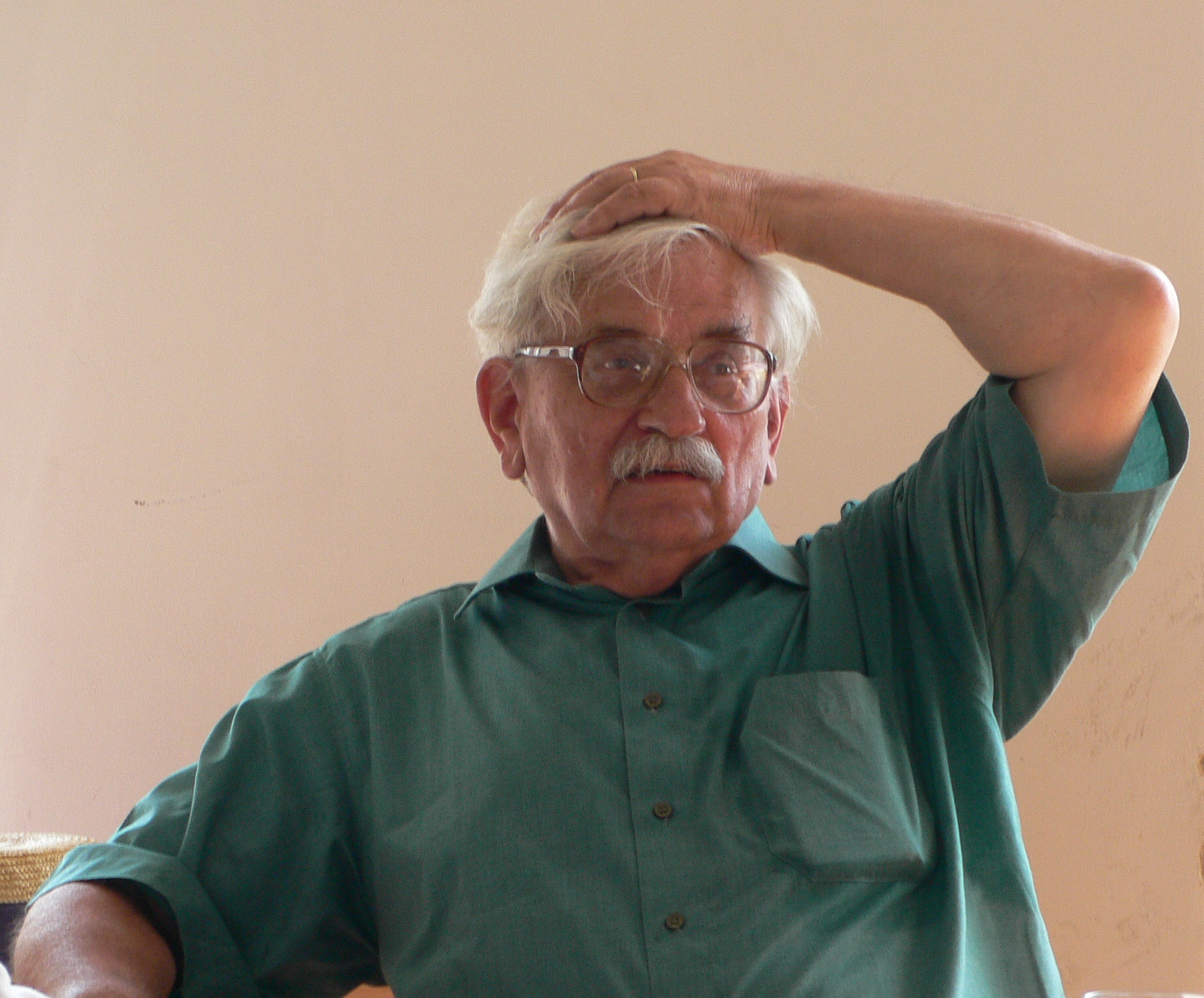
루드비크 바출리크

루드비크 바출리크(체코어: Ludvík Vaculík, 1926년 7월 23일 ~ 2015년 6월 6일)는 체코의 작가이자 언론인이다. 1968년 6월에 발표한 《2000어 선언》으로 잘 알려져 있다.

## 같이 보기
- 77 헌장
- 프라하의 봄
- 사미즈다트